# バリバリ!電波あいどる
『バリバリ!電波あいどる』（バリバリ でんぱあいどる）は、2008年10月11日から同年11月15日まで中京テレビで放送されていたバラエティ番組である。全6回。番組連動データ放送実施。

## 概要
名古屋からローカル色豊かな未来の「あいどる」たちを発掘するという趣向の番組。当初から6回限りの期間限定番組として計画されていたが、一応『業界クイズ ミニキテ!』の終了から半年ぶりに土曜夕方枠で放送された自社製作番組である。
この番組ならではの特徴としては、視聴者が出場者たちに対して行う投票とその集計にデータ放送を活用していたことが挙げられる。視聴者が携帯電話を介して行う投票がリアルタイムで反映され、番組終了時の結果に即繋がるというものだった。また、NTTドコモがスポンサーを務めていた関係で、同社の携帯端末を使用している視聴者には他社の携帯端末使用者よりも優遇された特典が用意されていた。

## 放送時間
- 土曜 16:55 - 17:55 （第1回）
- 土曜 17:25 - 17:55 （第2回 - 第3回）
- 土曜 16:55 - 17:25 （第4回 - 第5回）
- 土曜 17:00 - 17:55 （最終回）

## 出演者

### 芸能事務所社長
- ブラザートム

### チーフマネージャー
- 吉川ひなの
- マリエ

### スカウトマン
- ガレッジセール
- トータルテンボス
- ペナルティ
- アンジャッシュ
- 南海キャンディーズ
- 田村淳

### 優勝あいどる
- 番組専属マスコットあいどる - 大川真代
- PS適当カレーキャンペーンガールあいどる - 高坂さき
- アイドルシンガーあいどる - 纐纈みさき
- Tokai Walker モデルあいどる - 林由莉恵
- きむら庵一日店長あいどる - 横地志保
- アンデュリポーターあいどる - 史帆

## 備考
番組内で放送されていたNTTドコモのインフォマーシャルは、同局のミニ番組『ラブリー♥パブリー』の出張版形式で展開された。